# Lenarty
Lenarty (deutsch Lehnarten) ist ein Dorf in der polnischen Woiwodschaft Ermland-Masuren und gehört zur Stadt-und-Land-Gemeinde Olecko (Marggrabowa, umgangssprachlich auch Oletzko, 1928 bis 1945 Treuburg) im Powiat Olecki (Kreis Oletzko, 1933 bis 1945 Kreis Treuburg).

## Geographische Lage
Der Weiler (polnisch osada) Lenarty liegt im Osten der Woiwodschaft Ermland-Masuren, neun Kilometer nördlich der Kreisstadt Olecko.

## Geschichte
Der seinerzeit Kuiwe, später auch Lenharten, bis 1945 Lehnarten genannte kleine Ort wurde im Jahre 1573 gegründet.
Im Jahr 1874 wurde der Gutsbezirk Lehnarten in den neu errichteten Amtsbezirk Bialla (polnisch Biała Olecka) eingegliedert, der – 1903 in „Amtsbezirk Billstein“ umbenannt – bis 1945 zum Kreis Lötzen (1933 bis 1945: Kreis Treuburg) im Regierungsbezirk Gumbinnen der preußischen Provinz Ostpreußen gehörte. Zum Gutsbezirk gehörte auch der Wohnplatz Kujawa.
Ab 1874 war Lehnarten außerdem dem Standesamt Bialla (Billstein) zugeordnet. Im Jahre 1910 zählte der Gutsort 204 Einwohner.
Aufgrund der Bestimmungen des Versailler Vertrags stimmte die Bevölkerung im Abstimmungsgebiet Allenstein, zu dem Lehnarten gehörte, am 11. Juli 1920 über die weitere staatliche Zugehörigkeit zu Ostpreußen (und damit zu Deutschland) oder den Anschluss an Polen ab. In Lehnarten stimmten 145 Einwohner für den Verbleib bei Ostpreußen, auf Polen entfiel keine Stimme.
Am 30. September 1928 gab Lehnarten seine Eigenständigkeit auf und wurde zusammen mit dem Nachbarort Billstein in die Landgemeinde Judzicken (1938 bis 1945 Wiesenhöhe, polnisch Judziki) eingemeindet.
In Kriegsfolge kam Lehnarten 1945 mit dem gesamten südlichen Ostpreußen zu Polen und trägt seitdem die polnische Namensform „Lenarty“. Heute ist der Ort Sitz eines Schulzenamtes (polnisch sołectwo) und somit eine Ortschaft im Verbund der Stadt-und-Land-Gemeinde Olecko (Marggrabowa, 1928 bis 1945 Treuburg) im Powiat Olecki (Kreis Oletzko, 1933 bis 1945 Kreis Treuburg), bis 1998 der Woiwodschaft Suwałki, seither der Woiwodschaft Ermland-Masuren zugehörig.

## Religionen
Lehnarten war bis 1945 in die evangelische Pfarrei Mierunsken/Eichhorn (polnisch Mieruniszki/Szczecinki) – Pfarrsprengel Mierunsken – in der Kirchenprovinz Ostpreußen der Kirche der Altpreußischen Union sowie in die katholische Pfarrkirche Marggrabowa/Treuburg im Bistum Ermland eingepfarrt.
Heute gehören die katholischen Einwohner Lenartys zur Pfarrkirche in Judziki (Judzicken, 1938 bis 1945 Wiesenhöhe) im Bistum Ełk der Römisch-katholischen Kirche in Polen. Die evangelischen Kirchenglieder orientieren sich zur Pfarrei Suwałki mit der Filialkirche in Gołdap in der Diözese Masuren der Evangelisch-Augsburgischen Kirche in Polen.

## Verkehr
Lenarty liegt an einer Nebenstraße, die Mieruniszki (Mierunsken, 1938 bis 1945 Merunen) an der Woiwodschaftsstraße DW 652 (Teilstück der deutschen Reichsstraße 137) mit Sedranki (Seedranken) an der Landesstraße DK 65 (Reichsstraße 132) und der Woiwodschaftsstraße DW 653 (1939 bis 1944: Reichsstraße 127) verbindet. Außerdem führt von Biała Olecka (Billstein, bis 1903: Bialla) eine Nebenstraße direkt nach Lenarty.
Bis 1945 war Lehnarten Bahnstation an der Bahnstrecke Marggrabowa-Garbassen (polnisch Olecko–Garbas Drugi) der Oletzkoer (Treuburger) Kleinbahnen, die kriegsbedingt ihren Betrieb eingestellt haben.

## Söhne und Töchter
- Theodor Tolsdorff (1909–1978), deutscher Generalleutnant